# Cheng Zhengkui
Cheng Zhengkui (xinès simplificat: 程正揆; xinès tradicional: 程正揆; pinyin: Chéng Zhèngkuí) fou un pintor i escriptor durant la dinastia Qing nascut a Xiaogan, província de Hubei vers el 1604 i mort l'any 1670. Va viure a Nanjing. Els seus àlies: Ruibo, Duanbo Cheng; Juling Cheng; Chêng-k'uei Ch'êng; Cheng Zhengkui; Duanbo; Juling; Qingji daoren; Qingshi liushi; Qingxi laoren; Tcheng-K'ouei Tch'eng; Zhengkuil. Pintor de paisatges. Va aprendre de Dong Qichang. Feia servir el costat menys impregnat del pinzell. Col·laborà amb Kun Can. Se li atribueix la pintura Viatge oníric a rius i muntanyes.